# نوسان‌ساز الکترونیکی نوری

نوسان‌ساز الکترونیکی-نوری تک‌حلقه. LD یک دیود لیزری است. PD یک آشکارساز نوری است.

در الکترونیک نوری، یک نوسان‌ساز الکترونیکی-نوری (به انگلیسی: opto-electronic oscillator) (اختصاری اوئی‌او) یا نوسان‌ساز الکترونوری مداری است که یک موج سینوسی الکترونیکی تکرارشونده و/یا سیگنال‌های موج پیوسته نوری مدوله‌شده تولید می‌کند.
یک نوسان‌ساز الکترونیکی-نوری مبتنی‌بر تبدیل انرژی نور پیوسته از لیزر پمپی به سیگنال‌های فرکانس رادیویی (RF)، ریزموج یا امواج میلی‌متری است. اوئی‌او با داشتن ضریب کیفیت بسیار بالا (Q) و پایداری و همچنین سایر مشخصه‌های عملکردی که به راحتی با اسیلاتورهای الکترونیکی به دست نمی‌آیند مشخص می‌شود. رفتار منحصر به فرد آن ناشی از استفاده از اجزای الکترونوری (ئی/او) و فوتونیک است که به‌طور کلی با بازدهی بالا، سرعت بالا و پاشش کم در رژیم فرکانس ریزموج مشخص می‌شود.
در یک اوئی‌او، نویز فاز نوسان‌ساز با فرکانسی که در معرض سایر اجراهای نوسان‌سازهای الکترونیکی مانند نوسانگرهای کریستال کوارتز، تشدیدگرهای دی‌الکتریک، تشدیدگرهای یاقوت کبود یا تشدیدگرهای با دی‌الکتریک هوا است، افزایش نمی‌یابد.

## تاریخچه
اوئی‌او در اوایل دهه ۱۹۹۰ معرفی شد.
از آن زمان، ویژگی‌های کلیدی دستگاه به‌طور مداوم بهبود یافته است.

## کارکرد
اکثر اوئی‌اوها از مشخصه‌های انتقال یک مدولاتور نوری همراه با یک خط تأخیر فیبر نوری برای تبدیل انرژی نور به سیگنال‌های مرجع آراف/ریزموج با طیفی خالص و پایدار استفاده می‌کنند. نور لیزر به یک مدولاتور الکترونوری (E/O) وارد می‌شود که خروجی آن از یک فیبر نوری بلند عبور داده می‌شود و با یک آشکارساز نوری آشکار می‌شود. خروجی آشکارساز نوری تقویت‌شده و فیلتر شده و به درگاه الکتریکی مدولاتور بازمی‌گردد. این پیکربندی از نوسانات خودنگهداشته (به انگلیسی: self-sustained)، در فرکانس تعیین شده توسط طول تأخیر فیبر، تنظیم بایاس مدولاتور، و مشخصه‌های میان‌گذری پشتیبانی می‌کند. همچنین خروجی‌های الکتریکی و نوری را فراهم می‌کند. شرایط برای نوسانات خودنگهداشته شامل افزودن همدوس امواج جزئی در هر طرف در اطراف حلقه و بهره حلقه بیش از تلفات حلقه برای امواج در گردش در حلقه است. شرط اول حاکی از آن است که تمام سیگنال‌هایی که در فاز با مضرب ۲π از سیگنال اصلی متفاوت هستند، ممکن است نگهداشته شوند؛ بنابراین فرکانس نوسان فقط توسط پاسخ فرکانس مشخصه مدولاتور و تنظیم‌سازی فیلتر محدود می‌شود که تمام نوسانات نگهدارپذیر دیگر را حذف می‌کند. شرط دوم دلالت بر این دارد که با توان ورودی نور کافی نوسانات خودنگهداشته، ممکن است بدون نیاز به تقویت‌کننده آراف/ریزموج در حلقه به دست آید.
اوئی‌اوهای مقیاس‌تراشه‌ای از تشدیدگرهای نوری مُد نگارخانه ویسپرینگ به جای خط تأخیر استفاده می‌کنند. تشدیدگرهای نوری مُد نگارخانه ویسپرینگ، ساختارهای دی‌الکتریک متقارن محوری هستند که اندازه آنها از ده‌ها میکرومتر تا چند میلی‌متر متغیر است و می‌توانند نور را در حجم کمی به دام بیندازند. مدها جواب‌های معادله ماکسول هستند و امواجی را نشان می‌دهند که در نزدیکی سطح ساختارهای تشدیدگر در طول محیط منتشر می‌شوند.

## نظریه
ضریب کیفیت (Q) اوئی‌او از فرکانس مرکزی تشدیدگر f‌0 و تأخیر گروه τ تعیین می‌شود.
{\displaystyle Q={\omega _{0}\tau  \over 2}=\pi f_{0}{nL \over c_{0}},}
که در اینجا 𝑛 ضریب شکست، 𝐿 طول فیبر نوری و c‌0 سرعت نور در خلاء است.

## استفاده‌ها
اوئی‌او با کارایی-بالا یک عنصر کلیدی در کاربردهای مختلف است، مانند
- فناوری رادار نوین،
- مهندسی هوافضا،
- لینک‌های مخابرات ماهواره ای،
- سامانه‌های ناوبری،
- اندازه‌شناسی دقیق زمان و اندازه‌گیری‌های فرکانس،
- توزیع ساعت مرجع،[۳] و
- پیوندهای بی‌سیم مخابراتی با نرخ‌بیت بالا، پشتیبانی نوری، از جمله فناوری رادیویی روی فیبر.